# SAPO (computadora)

Representación artística de la computadora SAPO

SAPO (abreviatura de Samočinný počítač, computadora automática) fue la primera computadora de la República Checa. Fue diseñado por un equipo bajo la dirección del ingeniero y pionero informático Antonín Svoboda (1907-1980), y puesto en marcha por primera vez en 1957, después de casi diez años de investigación y desarrollo. Ocupaba un espacio de 100 m² en el número 3 de la plaza Loreta en Praga.

## Historia
SAPO también está considerado como la primera computadora en mostrar una cierta tolerancia a fallos, lo cual se conseguía gracias a las tres unidades de procesamiento que realizaban los cálculos en paralelo. Si los tres resultados eran diferentes la máquina realizaba el cálculo de nuevo, y al cabo de dos errores sucesivos la máquina se detenía. Esta capacidad fue desarrollada por el equipo de diseño porque suponían que, debido al gran número de relés funcionando simultáneamente, las probabilidades de error de la máquina serían muy altas.
Además de 7000 relés, SAPO presentaba 400 tubos de vacío y una memoria de tambor capaz de almacenar 1024 palabras de 32 bits. Había cinco operandos o direcciones de memoria: dos para operandos aritméticos, una para los resultados y otras dos con instrucciones a seguir en caso de resultados positivos o negativos. Como era el caso para otras computadoras de su época, SAPO funcionaba gracias a tarjetas perforadas que eran introducidas manualmente por operarios a partir de una sala de control. Sin embargo, la mayoría de las operaciones mecánicas eran realizadas automáticamente por la computadora, con lo cual era relativamente fácil de programar.
En 1960 una chispa producida por uno de los relés inflamó el aceite lubricante, quemando totalmente la unidad de relés. Debido a la obsolescencia de su técnica, se decidió no reparar la computadora. El mismo equipo que creó SAPO diseñó posteriormente otra computadora con tolerancia a fallos, llamado EPOS, que prescindía de los relés y de sus complicaciones.